# Aubrey (canción)
«Aubrey» es una canción escrita y compuesta por David Gates, y originalmente grabada por el grupo Bread, del cual Gates era el líder y principal productor. Apareció en el álbum de Bread Guitar Man. El sencillo duró 11 semanas en las listas Billboard Hot 100 alcanzando el número 15.
David Gates escribió Aubrey después de mirar Breakfast at Tiffany's en la cual participaba Audrey Hepburn.

## Estructura musical y letra
La canción cuenta con la voz solista de David Gates, sin acompañamiento vocal o batería. Se basa en diversos recursos melódicos como violín, guitarra acústica, y campanas de orquesta. 
En la letra, el cantante habla de la nostalgia por una chica llamada Aubrey por la que sentía amor no correspondido («the hearts that never played in tune» o en español «corazones que nunca han tocado en sintonía»); tal vez refiriéndose a un primer amor. También es dicho que es una canción acerca de la vergüenza ("I never knew her, but I loved her just the same" Nunca la conocí, pero igualmente la amaba). Es considerads como una de las composiciones más bonitas, aunque melancólicas, de Bread. La canción fue grabada más tarde por Perry Como y grabada en su álbum de versiones And I Love You So.